# 斉藤貞三郎
斉藤 貞三郎（さいとう ていさぶろう、1964年2月 - ）は毎日新聞大阪本社・制作技術局長。コメンテーター
。

## 来歴・人物
1987年、毎日新聞に入社。支局は高松、京都、神戸、大阪本社では社会部、特別報道部、地方部などで勤務する。阪神支局、学芸部、社会部、大阪・東京両地方部、岡山支局長を3年務め、2014年4月から学芸部長。編集局次長を経て2019年8月、制作技術局長となる。
ライフワークは20年以上前から取り組んでいるハンセン病問題。療養所でボランティアガイドも行う。

## 出演番組

### 過去
- ちちんぷいぷい 木曜コメンテーター（毎日放送、毎日新聞東京本社の客員編集委員である福本容子との隔週交代で2021年3月まで出演）[5]
- 子守康範 朝からてんコモリ! 火曜コモんテーター（MBSラジオ、2014年4月～2019年6月）
- MBSヨル隊「笑い飯哲夫の喜喜喜喜喜喜喜喜怒哀楽ニュースシャワー」（MBSラジオ）2019年11月7日出演[6]
- 次は〜新福島!（MBSラジオ）2019年12月24日出演[7]
- たむらけんじのぶっちゃ～けBar（eo光テレビ）2019年6月3日出演